# Нововолинська бавовнопрядильна фабрика
Нововолинська бавовнопрядильна фабрика — промислове підприємство в місті Нововолинськ Волинської області, яке припинило виробничу діяльність.

## Історія
Підприємство побудовано відповідно до восьмого п'ятирічного плану розвитку народного господарства СРСР, в грудні 1967 року перша черга фабрики була введена в експлуатацію і в 1968 році вона випустила продукції на 9 млн. карбовіанців.
У 1969 році фабрика вийшла на проектну потужність (понад 7,5 тис. тон пряжі на рік), в цьому році на ній діяли 135 тис. веретен, чисельність працівників становила 2300 осіб, загальна вартість випущеної в 1969 році продукції склала 15 млн. карбованців.
У 1986 — 1992 років була проведена реконструкція підприємства, в ході якого на фабриці встановили нове виробниче обладнання.
Загалом, за радянських часів фабрика входила в число найбільших підприємств міста, на її балансі знаходилися об'єкти соціальної інфраструктури.
У травні 1995 року Кабінет міністрів України затвердив рішення про приватизацію бавовнопрядильної фабрики, в подальшому державне підприємство було перетворене на відкрите акціонерне товариство «Нотекс». В ході реорганізації дитячий табір відпочинку «Салют» на озері Світязь був знятий з балансу підприємства і 5 березня 2003 року — проданий за заниженою ціною 348 тис. гривень.
На початок червня 2004 року на фабриці продовжувало діяти мале підприємство ТОВ "Ока" (25 осіб), виготовляються трикотажні рукавиці для шахтарів "Волиньвугілля" з матеріалу, який закуповували в Польщі, а частина приміщень була здана в оренду.
У 2004 році виробнича діяльність ВАТ «Нотекс» була припинена, розпочався розпродаж обладнання та майна фабрики. На початку червня 2005 року процедура ліквідації підприємства була припинена. Було оголошено про намір австрійської компанії «Kronospan» викупити приміщення колишньої фабрики для організації деревообробного підприємства на 500 працівників з виробництва деревинно-стружкових плит.
У серпні 2006 року уряд України ухвалив рішення про продаж ТОВ «Кроноспан Укр» (філія Kronospan Holdings East Limited) земельної ділянки площею 43 га для організації деревообробного підприємства.
У 2015 році фабрика купила вантажівки Scania S400 з напівпричепами SCHMITZ, Kögel.
У 2020 році горів склад готової продукції ДСП.